# Unione delle Legioni Nazionali Bulgare
L'Unione delle Legioni Nazionali Bulgare (in bulgaro: Съюз на Българските Национални Легиони, Săjuz na Bălgarskite Nacionalni Legioni) è stata un'organizzazione fascista e nazionalistica bulgara nata nel 1933.

## Storia

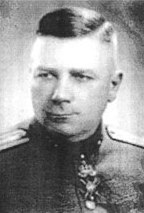
Hristo Lukov

Nota anche come Associazione Legionaria, è stata fondata e guidata da Hristo Lukov, un generale dell'esercito bulgaro che aveva comandato la 13ª Divisione durante gli ultimi giorni della prima guerra mondiale. Inizialmente identificato come un gruppo monarchico estremista, in seguito ha cercato invano di allearsi con il Movimento Sociale Nazionale, fino a quando, da partito di opposizione, passò nel campo governativo grazie al sostegno del nazismo tedesco. Il movimento è stato inizialmente di piccole dimensioni, anche se ha fatto guadagnare qualche sostegno alla Germania nazista, e alcuni intravedono la crescita durante la seconda guerra mondiale come un risultato. Il movimento collassò dopo l'omicidio del suo leader da parte di una cospirazione comunista il 13 febbraio 1943 e non sopravvisse alla guerra. Tuttavia Dochev ed un numero di altri dirigenti sarebbero riemersi nel gruppo anticomunista in esilio, il Fronte Nazionale Bulgaro.